# Диксон, Тамека
Тамека Мишель Диксон (англ. Tamecka Michelle Dixon; род. 14 декабря 1975 года в Линдене, Нью-Джерси, США) — американская профессиональная баскетболистка, выступавшая в женской национальной баскетбольной ассоциации. Она была выбрана на драфте ВНБА 1997 года во втором раунде под общим четырнадцатым номером командой «Лос-Анджелес Спаркс». Играла на позиции атакующего защитника.

## Ранние годы
Тамека Диксон родилась 14 декабря 1975 года в городе Линден (штат Нью-Джерси), а училась там же в одноимённой средней школе, в которой играла за местную баскетбольную команду.